# Cerni Rid, Haskovo
Cerni Rid (în bulgară Черни Рид) este un sat în comuna Ivailovgrad, regiunea Haskovo,  Bulgaria. 

## Demografie
Componența etnică a satului Cerni Rid
     Bulgari (34,48%)
     Turci (65,51%)
     Nicio identificare (0%)
     Altele (0%)
La recensământul din 2011, populația satului Cerni Rid era de 29 locuitori. Din punct de vedere etnic, majoritatea locuitorilor (65,51%) erau turci, cu o minoritate de bulgari (34,48%). Pentru 0,0% din locuitori nu este cunoscută apartenența etnică.